# Antoinette Sasse
Antoinette Sasse (nascida Kohn, 18 de junho de 1897 – 23 de dezembro de 1986) foi uma artista francesa e um proeminente membro da Resistência francesa durante a Segunda Guerra Mundial.
Sua irmã, Suzanne Kohn, foi uma famosa aviadora.